# Kiyohiko Tōyama
Kiyohiko Tōyama (遠山 清彦, Tōyama Kiyohiko, né le 5 juin 1969) est un homme politique japonais, membre de la chambre des conseillers au parlement national. Il appartient au parti Kōmeitō. Né à Chiba, il est diplômé de l'université Sōka; il est aussi titulaire d'un doctorat de l'Université de Bradford. Il a été élu pour la première fois en 2001.
En 2014, Tōyama a participé à l’élaboration d'une loi interdisant la possession de photos ou de vidéos pédophiles.
En février 2021, il démissionne de sa fonction de secrétaire général adjoint du Kômeitô et de son siège au parlement après qu'il a été révélé qu'il s'est rendu dans un bar à hôtesses de Ginza alors que l’état d'urgence était déclaré à Tokyo à cause de la pandémie du covid-19.